# Stefan-Ludwig Hoffmann
Stefan-Ludwig Hoffmann (* 22. März 1967 in Berlin) ist ein deutscher Historiker.

## Leben und Wirken
Stefan-Ludwig Hoffmann erlangte 1993 an der Johns Hopkins University in Baltimore den Master of Arts. 1999 wurde er mit der Arbeit Die Politik der Geselligkeit. Freimaurerlogen in der deutschen Bürgergesellschaft 1840–1918 an der Universität Bielefeld zum Dr. phil. promoviert. Die Dissertation wurde 2003 mit dem Hedwig-Hintze-Preis des Verbandes der Historiker und Historikerinnen Deutschlands ausgezeichnet.
Von 1999 bis 2000 war Hoffmann wissenschaftlicher Mitarbeiter am Zentrum für Vergleichende Geschichte Europas der Freien Universität Berlin und von 2000 bis 2008 wissenschaftlicher Assistent an der Ruhr-Universität Bochum. In dieser Zeit arbeitete er 2002 mit einem Stipendium am Deutschen Historischen Institut London, 2002/2003 mit dem Feodor-Lynen-Forschungsstipendium der Alexander von Humboldt-Stiftung an der University of California, Berkeley und an der Stanford University und 2005/2006 mit einer Förderung der Fritz Thyssen Stiftung am Wissenschaftszentrum Berlin für Sozialforschung und mit einem Stipendium am Deutschen Historischen Institut Washington.
2008 wurde Hoffmann Leiter der Abteilung Wandel des Politischen im 20. Jahrhundert am Leibniz-Zentrum für Zeithistorische Forschung in Potsdam. 2010 hatte er eine Gastprofessur am Freiburg Institute for Advanced Studies an der Albert-Ludwigs-Universität Freiburg inne. 2012 wurde er Associate Professor für „Late Modern Europe“ am History Department der University of California, Berkeley. 2017 erhielt er ein Guggenheim-Stipendium.
Zu seinen Forschungsschwerpunkten gehören die Geschichte Europas des 18. bis 20. Jahrhunderts, die Geschichte der Menschenrechte und die Begriffsgeschichte.

## Schriften
Autor
- Die Politik der Geselligkeit. Freimaurerlogen in der deutschen Bürgergesellschaft 1840–1918. Dissertation. Universität Bielefeld 1999. Vandenhoeck & Ruprecht, Göttingen 2000, ISBN 978-3-525-35911-2 (= Kritische Studien zur Geschichtswissenschaft. Band 141).
 Englisch: The politics of sociability. University of Michigan Press, Ann Arbor, Mich. 2007, ISBN 978-0-472-11573-0.
- Geselligkeit und Demokratie. Vereine und zivile Gesellschaft im transnationalen Vergleich 1750–1914 (= Jürgen Kocka, Arnd Bauerkämper (Hrsg.): Synthesen. Band 1). Vandenhoeck & Ruprecht, Göttingen 2003, ISBN 978-3-525-36800-8.
Russisch: Социальное общение и демократия. Ассоциации и гражданское общество в транснациональной перспективе 1750–1914. Novoe literaturnoe obozrenie, Moskau 2017, ISBN 978-5-4448-0694-4.
- Civil society and democracy in nineteenth century Europe. Entanglements, variations, conflicts. Wissenschaftszentrum Berlin für Sozialforschung, Berlin 2005, DNB 978513142.
- Der Riss in der Zeit. Kosellecks ungeschriebene Historik. Suhrkamp, Berlin 2023, ISBN 978-3-518-29999-9.

Herausgeber
- mit Manfred Hettling: Der bürgerliche Wertehimmel. Innenansichten des 19. Jahrhunderts. Vandenhoeck & Ruprecht, Göttingen 2000, ISBN 978-3-525-01385-4.
- Moralpolitik. Geschichte der Menschenrechte im 20. Jahrhundert. Wallstein, Göttingen 2010, ISBN 978-3-8353-0639-4.
- mit Daniel Fulda, Dagmar Herzog, Till van Rahden: Demokratie im Schatten der Gewalt. Geschichten des Privaten im deutschen Nachkrieg. Wallstein, Göttingen 2010, ISBN 978-3-8353-0250-1.
- Human rights in the twentieth century. Cambridge University Press, Cambridge 2011, ISBN 978-0-521-19426-6.
- Neue Menschenrechtsgeschichte (= Geschichte und Gesellschaft. Jahrgang 38, Heft 4). Vandenhoeck & Ruprecht, Göttingen 2012, DNB 1029671532.
- mit Olivier Wieviorka, Sandrine Kott, Peter Romijn: Seeking Peace in the Wake of War. Europe, 1943–1947. Amsterdam University Press, Amsterdam 2015, ISBN 978-90-485-1525-7.
- mit Jennifer Evans, Paul Betts: The Ethics of Seeing. Photography and Twentieth-Century German History. Berghahn Press, New York 2018, ISBN 978-1-78533-728-4.
- mit Sean Franzel: Reinhart Koselleck: Sediments of time. On possible histories. Stanford University Press, Stanford 2018, ISBN 978-1-5036-0151-2.